# Crossandra spinescens
Crossandra spinescens là một loài thực vật có hoa trong họ Ô rô. Loài này được Dunkley mô tả khoa học đầu tiên năm 1934.